# Boa Esperança do Sul
Boa Esperança do Sul es un municipio brasileño del estado de São Paulo. Se localiza a una latitud 21º59'33" sur y a una longitud 48º23'27" oeste, estando a una altitud de 490 metros. Su población estimada en 2004 era de 13.578 habitantes.
Posee un área de 691,017 km².

## Geografía

### Demografía
Datos del Censo - 2000
Población Total: 12.573
- Urbana: 10.753
- Rural: 1.820
- Hombres: 6.391
- Mujeres: 6.182

Densidad demográfica (hab./km²): 18,81
Mortalidad infantil hasta 1 año (por mil): 17,78
Expectativa de vida (años): 70,23
Tasa de fertilidad (hijos por mujer): 2,79
Tasa de Alfabetización: 85,65%
Índice de Desarrollo Humano (IDH-M): 0,755
- IDH-M Salario: 0,688
- IDH-M Longevidad: 0,754
- IDH-M Educación: 0,822

(Fuente: IPEADATA)

### Hidrografía
- Río Boa Esperança
- Río Jacaré Pepira
- Río Jacaré-Guaçu

### Carreteras
- SP-255

## Administración
- Prefecto: Jaime Fortino Benassi (2009/2012)
- Vice-prefeita: Jane Verdoline Bombarda
- Presidente de la cámara: Abel Gomes Roque (2011/2012)

## Religión
El Cristianismo está presente en la ciudad de la siguiente manera:

### Iglesia Católica
La iglesia católica del municipio forma parte de la Diócesis de São Carlos.

### Iglesia Protestante
En la ciudad están presentes las más diversas creencias evangélicas, principalmente pentecostales, incluidas las Asambleas de Dios de Brasil (la iglesia evangélica más grande del país), Congregación Cristiana, entre otras. Estas denominaciones están creciendo cada vez más en todo Brasil.